# SKA Minsk
Ne doit pas être confondu avec HC Dinamo Minsk ou Arkatron Minsk.
Dernière mise à jour : 14 avril 2024.
Le SKA Minsk (en russe : Спортивный Клуб Армии Минск, en français Club sportif de l'Armée de Minsk) est un club omnisports biélorusse basé à Minsk. Il est particulièrement connu pour sa section de handball, objet de cet article.

## Historique (handball)
Le SKA Minsk a été l'un des meilleurs clubs soviétiques et européens des années 1980, remportant notamment deux Coupe des vainqueurs de coupe puis trois Coupes des clubs champions en quatre ans (1987, 1989, 1990).
Après l'indépendance de la Biélorussie, le club a dominé sans partage le championnat national jusqu'en 2002. Sur la scène internationale, à l'instar de tous les clubs de l'ex-URSS, le club subit un exode massif de ses meilleurs joueurs

## Palmarès
Le tableau suivant récapitule le palmarès du SKA Minsk dans les diverses compétitions slovènes et européennes :
| Compétitions internationales | Compétitions nationales |
| - Coupe des clubs champions (C1) - Vainqueur (3) : 1987, 1989, 1990 - Coupe des vainqueurs de coupe (C2) - Vainqueur (2) : 1983, 1988 - Coupe de l'IHF (C3) - Finaliste en 1992 - Coupe Challenge (C4) - Vainqueur (1) : 2013 - Coupe d'or de l'IHF - Finaliste en 1983 - Ligue balte de handball - Vainqueur (12) : 1993, 1994, 1995, 1996, 1997, 1998, 1999, 2000, 2001, 2013, 2014, 2015 | - Championnat de Biélorussie - Vainqueur (10) : 1993, 1994, 1995, 1996, 1997, 1998, 1999, 2000, 2001, 2002 - Deuxième (13) : 2004, 2005, 2006, 2007, 2008, 2013, 2014, 2015, 2016, 2017, 2018, 2019, 2020 - Coupe de Biélorussie - Vainqueur (9) : 1998, 1999, 2000, 2001, 2006, 2012, 2019, 2022, 2023 - Finaliste en 2007, 2014, 2015, 2016, 2017, 2018, 2020, 2021 - Championnat d'URSS - Vainqueur (6) : 1981, 1984, 1985, 1986, 1988, 1989 - Deuxième en 1982, 1983, 1987, 1990, 1992 - Coupe d'URSS - Vainqueur (3) : 1980, 1981, 1982 |

## Personnalités liées au club
Spartak Mironovitch, entraîneur de 1976 à 2016, est le grand artisan des résultats du club.
Parmi les joueurs célèbres du club, on trouve :
- / Sergueï Bebechko : de 1985 à 1992
- / Andreï Barbachinski (de) : de 1988 à 1993
- / Konstantine Charovarov (de) : de 1982 à 1992 et de 1995 à 1996
- / Iouri Chevtsov : de 1974 à 1992
- Vadim Gaïdoutchenko : de 2013 à 2017
- / Anatoli Galouza (de) : de 1975 à 1990
- / Mikhaïl Iakimovitch : de 1984 à 1992
- Artsem Karalek : de 2014 à 2016
- / Alexandre Karchakevitch : de 1979 à 1990
- / Andrej Klimovets : de 1991 à décembre 1995
- Uladzislau Kulesh : de 2013 à 2018
- Ivan Matskevitch : de 2011 à 2015
- Barys Pukhouski : de 2002-2009, de 2012 à 2013 et de 02 à 06/2022
- / Georgi Sviridenko (de) : de 1981 à 1990
- // Alexandre Toutchkine : de 1984 à 1990
- Mikita Vailupau : de 2014 à 2019